# Neubokel

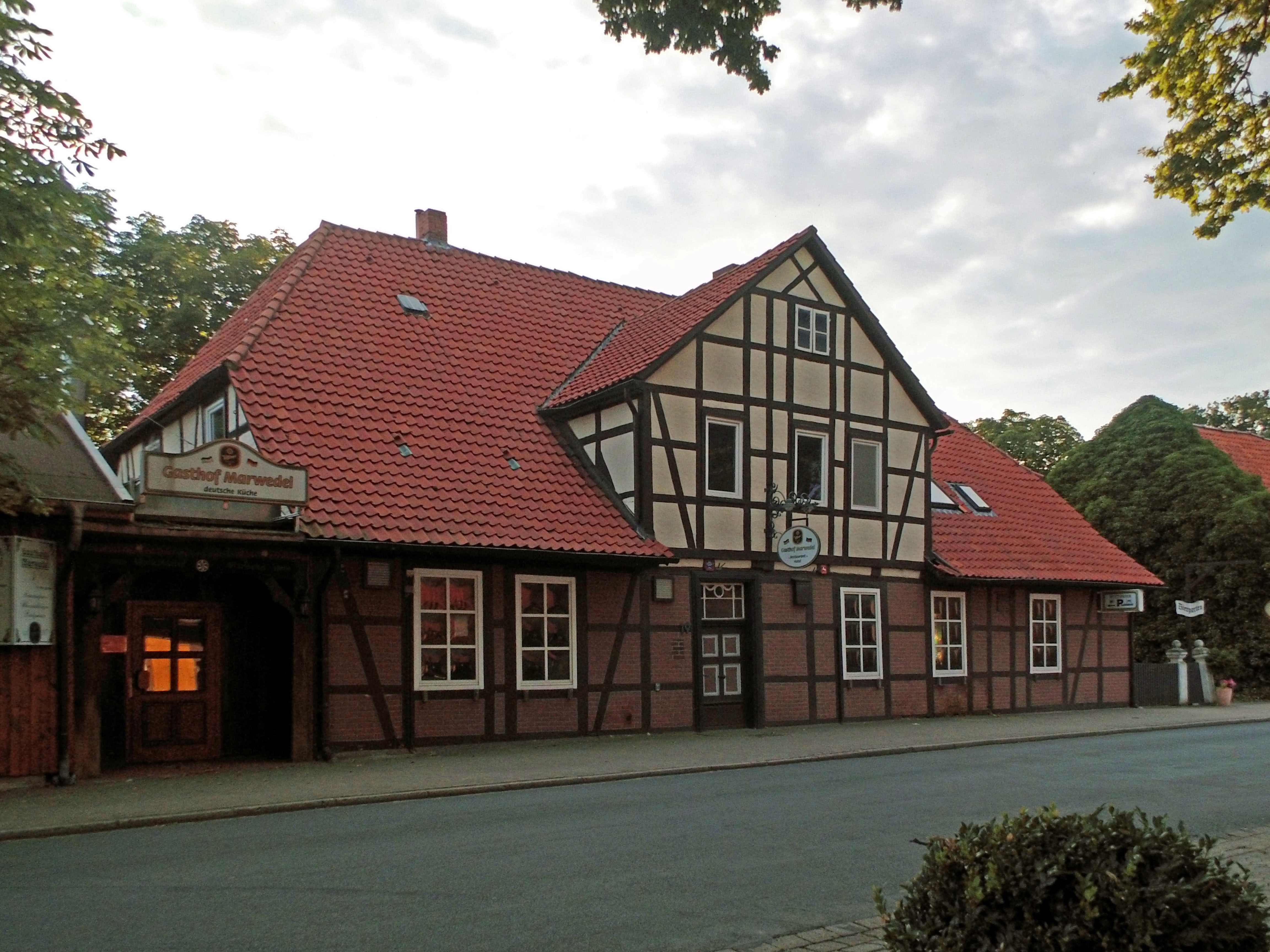
Gasthof

Neubokel ist ein Ortsteil im Südwesten der Stadt Gifhorn im niedersächsischen Landkreis Gifhorn. Neubokel gilt als Kartoffelhochburg Niedersachsens.

## Geographie
Im Übergangsbereich zwischen Harz und Heide erstreckt sich im Südwesten Gifhorns das Gebiet des Ortsteils Neubokel.
Neubokel ist umgeben von Wald, Wiesen und aus der Eiszeit stammende Moränen (Grund-/Endmoränen).
Die Landschaft wird weitgehend durch ein Naturschutzgebiet bestimmt. Nach Osten hin geht es in ein sanft welliges Hügelland über, nach Süden in das Aller-Urstromtal.
Neubokel grenzt im Uhrzeigersinn an die Feldmarken folgender Ortschaften: Nördlich Wilsche, nordöstlich Gamsen, östlich Gifhorn, südlich Leiferde sowie westlich Ettenbüttel (mit Gilde und Brenneckenbrück).

## Geschichte
Neubokel gehört (mit Wilsche und Wüst) zu den ersten Dörfern im Raum Gifhorn. Experten vermuten, dass Neubokel (damals Bokel) seit ca. 500 n. Chr. existiert und seitdem durchgehend bewohnt ist. Erste schriftlich Beweise, von dem Kloster Corvey verfasst, gibt es allerdings erst seit dem Jahr 826.
Um das Jahr 1300 wurde in Neubokel eine „curia“ errichtet, ein Hof Bocla, der zu dem Kloster in Marienrode gehörte. Um das Jahr 1400 wurde in Neubokel, wenn schon kein eigenes Kloster, so doch eine Kapelle errichtet, in der auch Gottesdienst gehalten wurde. Im Jahre 1526 wird berichtet, dass der Hof Bocla von dem Kloster in Marienrode getrennt wurde und zu einem herzoglichen Vorwerk von Herzog Ernst aus dem Herzogtum Braunschweig-Lüneburg wurde. Damit hatte Neubokel ein eigenständiges Kloster. Am Ende des 18. Jahrhunderts wurde aus dem Vorwerk Neubokel ein aus 14 Häusern bestehendes Dorf. In dieser Zeit wurde auch die Schule gegründet.
Im heutigen Industriezeitalter ist Neubokel ein beliebter Wohnsitz für Pendlerfamilien mit Kindern, so dass sich die Bevölkerung in den letzten 40 Jahren verdoppelt hat.
Namentlich entwickelte sich aus dem früheren Bokla über Bockeln das heutige Neubokel.
Neubokel wurde im Zuge der niedersächsischen Gebietsreform am 1. März 1974 mit den ebenfalls selbständigen Gemeinden Kästorf, Gamsen, Wilsche und Winkel in die Stadt Gifhorn eingegliedert.

### Einwohnerentwicklung
| Jahr          | 1814 | 1824 | 1833 | 1842 | 1871 | 1905 | 1925 | 1939 | 1950 | 1961 | 1970 | 1971 | 1994 | 1998 | 2003 | 2005     | 2009 | 2012 | 2013 | 2014 | 2015 | 2016 | 2017 | 2018 |
| Einwohnerzahl | 163  | 166  | 163  | 209  | 275  | 236  | 257  | 269  | 434  | 381  | 452  | 491  | 844  | 897  | 933  | ca. 1000 | 911  | 905  | 943  | 936  | 946  | 939  | 897  | 885  |

## Politik

### Ortsbürgermeister
Ortsbürgermeisterin ist seit dem 15. Mai 2024 Viktoria Kuhls (CDU).
Ihre Vorgänger waren 
- Jan-Henrik Steffenhagen (SPD) (2021–2024)
- Stefan Hölter (ULG) (2016–2021)
- Torsten Genz (CDU) (2011–2016)
- Günter Arndt (CDU) (2009–2011 und 1972–1991)
- Manfred Steffen (ULG) (1991–2008)
- Wilhelm Kuhls (CDU) (1960–1972)

### Ortsrat
Im Ortsrat Neubokel sind folgende Fraktionen vertreten:
- CDU 2 Sitze
- SPD 2 Sitze
- ULG 1 Sitz

(Stand: Kommunalwahl am 12. September 2021 bei einer Wahlbeteiligung von 70,65 %)